# 劉全白
劉全白（？—？），唐朝官員。元沛的內兄。
幼能詩，與李白熟識。大曆七年（772年），劉全白在湖州與吳筠、顏真卿等有唱和。大曆九年（774年），任浙西節度從事、檢校大理評事。貞元六年（790年），累遷膳部員外郎，同年出任池州刺史。貞元十年（794年），改湖州刺史。貞元十一年（795年）搬到湖州，遷秘書監，致仕歸里。
妹妹劉氏賢德有文采。作《女儀》。夫死後，信奉道學，受教於吳筠。劉氏生有兩子；元固、元察。

## 作品
唐劉全白，《唐故翰林學士李君碣記》，貞元六年四月七日記。